# Wallonie Bruxelles-Group Protect/Saison 2016
Dieser Artikel listet Erfolge und Fahrer des Radsportteams Wallonie Bruxelles-Group Protect in der Saison 2016 auf.

## Erfolge in der UCI Europe Tour
| Datum        | Rennen                              | Kat. | Fahrer              |
| ------------ | ----------------------------------- | ---- | ------------------- |
| 10.–13. März | Gesamtwertung Istrian Spring Trophy | 2.2  | Olivier Pardini     |
| 23. März     | 2. Etappe Tour de Normandie         | 2.2  | Olivier Pardini     |
| 26. März     | 5. Etappe Tour de Normandie         | 2.2  | Baptiste Planckaert |
| 21.–27. März | Gesamtwertung Tour de Normandie     | 2.2  | Baptiste Planckaert |
| 10. April    | 3. Etappe Circuit des Ardennes      | 2.2  | Olivier Pardini     |
| 8.–10. April | Gesamtwertung Circuit des Ardennes  | 2.2  | Olivier Pardini     |
| 16. April    | Tour du Finistère                   | 1.1  | Baptiste Planckaert |
| 31. Juli     | Polynormande                        | 1.1  | Baptiste Planckaert |
| 14. August   | 4. Etappe Czech Cycling Tour        | 2.1  | Baptiste Planckaert |
|              | Einzelwertung UCI Europe Tour       |      | Baptiste Planckaert |

## Abgänge – Zugänge
| Zugänge             | Team 2015               | Abgänge                     | Team 2016           |
| ------------------- | ----------------------- | --------------------------- | ------------------- |
| Florent Delfosse    | Color Code-Biowanze     | Loïc Pestiaux               | Karriereende        |
| Thomas Deruette     | Differdange-Losch       | Antoine Demoitié            | Wanty-Groupe Gobert |
| Jimmy Duquennoy     | Color Code-Biowanze     | Laurent Évrard              | Team 3M             |
| Olivier Pardini     | Vérandas Willems        | Thomas Wertz (bis 31. Juli) | Karriereende        |
| Baptiste Planckaert | Roubaix Lille Métropole | Maxime Anciaux              | Karriereende        |

## Mannschaft
| Teamkader 2016                            | Teamkader 2016     | Teamkader 2016 | Teamkader 2016                               |
| Name                                      | Geburtsdatum       | Land           | Vorheriges Team                              |
| ----------------------------------------- | ------------------ | -------------- | -------------------------------------------- |
| Olivier Chevalier                         | 27. Februar 1990   | Belgien        | Lotto-Bodysol (2010)                         |
| Ludwig De Winter                          | 31. Dezember 1992  | Belgien        | Color Code-Biowanze (2014)                   |
| Florent Delfosse                          | 28. August 1993    | Belgien        | Color Code-Aquality Protect (2015)           |
| Sébastien Delfosse                        | 29. November 1982  | Belgien        | Crelan-Euphony (2013)                        |
| Tom Dernies                               | 22. November 1990  | Belgien        | Lotto-Bodysol Pôle Continental Wallon (2011) |
| Thomas Deruette                           | 6. Juli 1995       | Belgien        | Differdange-Losch (2015)                     |
| Jonathan Dufrasne                         | 2. August 1987     | Belgien        | Qin (2010)                                   |
| Jimmy Duquennoy                           | 9. Juni 1995       | Belgien        | Color Code-Aquality Protect (2015)           |
| Grégory Habeaux                           | 20. Oktober 1982   | Belgien        | Wanty-Groupe Gobert (2014)                   |
| Kevyn Ista                                | 22. November 1984  | Belgien        | IAM Cycling (2014)                           |
| Olivier Pardini                           | 30. Juli 1985      | Belgien        | Verandas Willems (2015)                      |
| Baptiste Planckaert                       | 28. September 1988 | Belgien        | Roubaix Lille Métropole (2015)               |
| Gaëtan Pons                               | 1. Januar 1992     | Belgien        | Color Code-Biowanze (2014)                   |
| Julien Stassen                            | 20. Oktober 1988   | Belgien        | Idemasport-Biowanze (2012)                   |
| Antoine Warnier                           | 24. Juni 1993      | Belgien        | Color Code-Biowanze (2014)                   |
| Thomas Wertz (1. Jan.–31. Jul.)           | 6. November 1992   | Belgien        | Color Code-Biowanze (2014)                   |
|                                           |                    |                |                                              |
| Quellen: ProCyclingStats Cycling Archives |                    |                |                                              |